# Jan de Wael

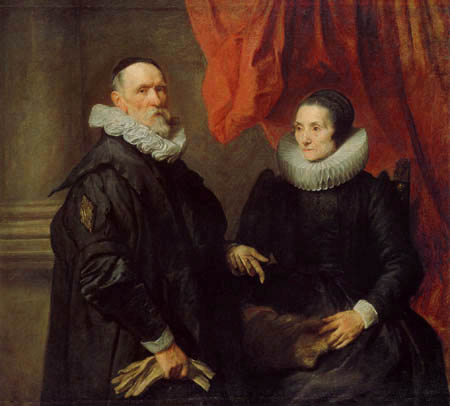
Anton van Dyck, Jan de Wael i la seva esposa Gertrude de Fot, oli sobre llenç, 125 x 140 cm, Múnic, Alte Pinakothek

Hans o Jan de Wael (Anvers, 1558 –1633), va ser un marxant i pintor barroc flamenc.
Cap a 1570 va entrar en el taller de Frans Francken I com a aprenent. Va passar després a París i potser fes un viatge a Itàlia per ampliar la seva formació. De retorn a Anvers es va registrar el 1588 com a mestre en el gremi de Sant Lluc del que el 1595 va ser triat degà. Casat amb Geertruijdt de Fot, germana de Pieter de Jode I, va ser pare de Lucas i Cornelis de Wael, pintors i marxants d'art establerts a Gènova on van entrar en contacte amb Anton van Dyck, que els va retratar.
Pintor d'escenes religioses i paisatges, va ser mestre a Anvers de Jacques Firens, Jan Roos i Carel Simons.